# Niezatapialna Molly Brown
Niezatapialna Molly Brown (ang. The Unsinkable Molly Brown) – amerykański film muzyczny z 1964 roku, ekranizacja musicalu Mereditha Willsona z 1960 roku na podstawie książki Richarda Morrisa.

## Obsada
- Debbie Reynolds – Molly Brown
- Harve Presnell – Johnny Brown
- Ed Begley – Shamus Tobin
- Jack Kruschen – Christmas Morgan
- Hermione Baddeley – Buttercup Grogan
- Vassili Lambrinos – Książę Louis de Laniere
- Fred Essler – Baron Karl Ludwig von Ettenburg
- Harvey Lembeck – Polak
- Lauren Gilbert – Pan Fitzgerald
- Kathryn Card – Pani Wadlington
- Hayden Rorke – Malcolm Broderick
- Harry Holcombe – Pan Wadlington
- Amy Douglass – Pani Fitzgerald
- George Mitchell – Monsignor Ryan
- Martita Hunt – Wielka księżna Elise Lupavinova
- Vaughn Taylor – Pan Cartwright
- Anthony Eustrel – Roberts
- Audrey Christie – Pani Gladys McGraw

## Nagrody i nominacje

### Oscary za rok 1964
- Najlepsze zdjęcia – film kolorowy – Daniel L. Fapp (nominacja)
- Najlepsza scenografia i dekoracje wnętrz – film kolorowy – George W. Davis, E. Preston Ames, Henry Grace, Hugh Hunt (nominacja)
- Najlepsze kostiumy – film kolorowy – Morton Haack (nominacja)
- Najlepsza muzyka, najtrafniejsza adaptacja i oryginalny dobór muzyki – Robert Armbruster, Leo Arnaud, Jack Elliott, Jack Hayes, Calvin Jackson, Leo Shuken (nominacja)
- Najlepszy dźwięk – Franklin Milton (nominacja)
- Najlepsza aktorka – Debbie Reynolds (nominacja)

### Złote Globy 1964
- Najlepsza komedia lub musical (nominacja)
- Najlepsza aktorka w komedii lub musicalu – Debbie Reynolds (nominacja)